# Santa Teresa (Caracas)
Pour les articles homonymes, voir Santa Teresa.
Santa Teresa est l'une des vingt-deux paroisses civiles de la municipalité de Libertador dans le district capitale de Caracas au Venezuela.